# Girafe du Sud
Giraffa giraffa
Espèce
Sous-espèces de rang inférieur
- G. g. giraffa, la Girafe du Cap
- G. g. angolensis, la Girafe d'Angola

Répartition géographique
Statut de conservation UICN

VU : Vulnérable
La Girafe du Sud (Giraffa giraffa), est une espèce proposée de girafe comprenant deux sous-espèces, la Girafe du Cap (G. g. giraffa) et la Girafe d'Angola (G. g. angolensis),. Dans la classification traditionnelle ces deux taxons sont des sous-espèces de Giraffa camelopardalis (G. c. giraffa et G. c. angolensis).
Comme le suggère son nom, la répartition de cette espèce est méridionale (Afrique du Sud, Zimbabwe, Zambie, Mozambique, Angola et Namibie). Bien qu'elle soit classée comme vulnérable par l'UICN, sa population augmente. Ces girafes vivent aussi bien dans les savanes que dans les forêts, où elles se nourrissent de feuilles d'acacia.